# Niwattchamrong Bunsongpchajsán
Niwattchamrong Bunsongpchajsán (thajsky: นิวัฒน์ธำรง บุญทรงไพศาล, RTGS: Niwatthamrong Bunsongphaisan) je bývalý premiér Thajského království. Do úřadu nastoupil 7. května 2014 poté, co thajský ústavní soud shledal jeho předchůdkyni Jinglak Šinavatrovou vinnou ze zneužití moci a nařídil jí odstoupit z funkce. 22. května byl sám odstraněn prostřednictvím vojenského puče. Předtím pracoval jako jako podnikatel a blízký obchodní partner Tchaksina Šinavatry, řídil kontroverzní státní projekt na výkup rýže a následně se stal ministrem obchodu.